# Internal Affairs (album de Pharoahe Monch)
Pour les articles homonymes, voir Internal Affairs.
Albums de Pharoahe Monch
Desire
(2007)
Singles
1. Simon Says
Sortie : 1999
2. The Light
Sortie : 2000

Internal Affairs est le premier album studio de Pharoahe Monch, sorti le 19 octobre 1999.
Monch a été poursuivi en justice pour avoir utilisé, sans autorisation de l'auteur, un sample de la musique du film Mothra contre Godzilla sur le titre Simon Says.
L'album s'est classé 6e au Top R&B/Hip-Hop Albums et 41e au Billboard 200.

## Liste des titres
| No  | Titre                                                                                         | Contient un (des) sample(s) de | Durée |
| --- | --------------------------------------------------------------------------------------------- | --- | ----- |
| 1.  | Intro                                                                                         | Blues and the Abstract Truth d'Oliver Nelson Complete Speech (I Have a Dream) de Martin Luther King Welcome to the Terrordome de Public Enemy 1, 2 Pass It de D&D All-Stars Heads High de Mr. Vegas | 3:04  |
| 2.  | Behind Closed Doors                                                                           | Aftermath de Quincy Jones To da Break of Dawn de LL Cool J | 3:12  |
| 3.  | Queens                                                                                        | Til the Cops Come Knockin de Maxwell | 3:31  |
| 4.  | Rape                                                                                          | Different Strokes de Syl Johnson Candy Man de Quincy Jones | 2:37  |
| 5.  | Simon Says                                                                                    | Thème de Mothra contre Godzilla d'Akira Ifukube | 2:55  |
| 6.  | Official                                                                                      | | 3:48  |
| 7.  | Hell (featuring Canibus)                                                                      | | 3:10  |
| 8.  | No Mercy (featuring M.O.P.)                                                                   | The Trap de Jerry Goldsmith | 4:30  |
| 9.  | Right Here                                                                                    | | 2:57  |
| 10. | The Next Shit (featuring Busta Rhymes)                                                        | Españi Cañi de Sid Bass | 3:21  |
| 11. | The Ass (featuring Apani B. Fly)                                                              | C.R.E.A.M. de Wu-Tang Clan | 3:28  |
| 12. | The Light                                                                                     | Mi Cosa de Wes Montgomery | 3:39  |
| 13. | God Send (featuring Prince Po)                                                                | Iggin' Me de Chico DeBarge | 3:17  |
| 14. | The Truth (featuring Common & Talib Kweli)                                                    | Cristo Redentor d'Harvey Mandel | 3:57  |
| 15. | Simon Says (Remix) (featuring Lady Luck, Redman, Method Man, Shabaam Sahdeeq et Busta Rhymes) | | 6:16  |